# 胡毋生
胡毋生（?—?），《汉书》作胡母生，字子都，齐国人，西汉学者，授《春秋·公羊传》。在汉景帝时，官至博士。董仲舒曾经著书称颂他。他年老回齐国教书，弟子有褚大、嬴公、段仲、吕步舒。

## 延伸閱讀
[在维基数据编辑]
 《史記/卷121》，出自司馬遷《史記》
 《漢書·卷088》，出自班固《漢書》